# Liste der Kulturdenkmäler in Neuburg am Rhein
In der Liste der Kulturdenkmäler in Neuburg am Rhein sind alle Kulturdenkmäler der rheinland-pfälzischen Ortsgemeinde Neuburg am Rhein aufgeführt. Grundlage ist die Denkmalliste des Landes Rheinland-Pfalz (Stand: 26. Juni 2023).

## Denkmalzonen
| Bezeichnung                            | Lage                                            | Baujahr | Beschreibung                                                                                   | Bild            |
| -------------------------------------- | ----------------------------------------------- | ------- | ---------------------------------------------------------------------------------------------- | --------------- |
| Denkmalzone Kehlstraße und Hauptstraße | Kehlstraße 1, 2 und 3, Hauptstraße 1 und 2 Lage |         | malerische Gruppe aus fünf Fachwerkhäusern und -hofanlagen am Zusammentreffen von drei Straßen | Fotos hochladen |

## Einzeldenkmäler
| Bezeichnung                           | Lage                               | Baujahr                     | Beschreibung | Bild                           |
| ------------------------------------- | ---------------------------------- | --------------------------- | --- | ------------------------------ |
| Bahnhof Neuburg (Rhein)               | Bahnhofstraße 28 Lage              | um 1860/70                  | spätklassizistischer Typenbau, um 1860/70                                                                                  | weitere Bilder Fotos hochladen |
| Wohnhaus                              | Hauptstraße 1 Lage                 | 1839                        | Fachwerkhaus, angeblich von 1839, 1935 teilweise erneuert                                                                  | Fotos hochladen                |
| Gasthof Zum Löwen                     | Hauptstraße 2 Lage                 | um 1700                     | Zweiflügelanlage: Fachwerkhaus, wohl um 1700, Seitenflügel teilweise massiv, zweite Hälfte des 18. Jahrhunderts            | Fotos hochladen                |
| Wohnhaus                              | Hauptstraße 22 Lage                | 1782                        | eingeschossiges Fachwerkhaus mit Kniestock, bezeichnet 1782                                                                | Fotos hochladen                |
| Wohnhaus                              | Hauptstraße 27 Lage                | 1681                        | Fachwerkhaus, teilweise massiv, bezeichnet 1681                                                                            | Fotos hochladen                |
| Wohnhaus                              | Hauptstraße 35 Lage                | 1722                        | Fachwerkhaus, teilweise massiv, bezeichnet 1722                                                                            | Fotos hochladen                |
| Kriegerdenkmal                        | Hauptstraße, gegenüber Nr. 50 Lage | 20. Jahrhundert             | Kriegerdenkmal 1914/18 | Fotos hochladen                |
| Evangelische Kirche                   | Hauptstraße 51 Lage                | 18. oder 19. Jahrhundert    | sechsachsiger Saalbau, 18. oder 19. Jahrhundert, Turm wohl nach 1945                                                       | weitere Bilder Fotos hochladen |
| Katholische Filialkirche St. Remigius | Hauptstraße 56 Lage                | Mitte des 18. Jahrhunderts  | dreiachsiger Saalbau, um die Mitte des 18. Jahrhunderts                                                                    | weitere Bilder Fotos hochladen |
| Gasthof Schiff                        | Kehlstraße 1 Lage                  | 18. Jahrhundert             | Fachwerkhaus, teilweise massiv, Fachwerkscheune, 18. Jahrhundert; winkelförmiger Verbindungsbau, Fachwerk, 19. Jahrhundert | Fotos hochladen                |
| Wohnhaus                              | Kehlstraße 2 Lage                  | Anfang des 19. Jahrhunderts | Fachwerkhaus, teilweise massiv, Anfang des 19. Jahrhunderts                                                                | BW                             |
| Hofanlage                             | Kehlstraße 3 Lage                  | 1730                        | Zweiseithof; stattliches Fachwerkhaus, teilweise massiv, bezeichnet 1730, Fachwerkscheune, teilweise massiv                | Fotos hochladen                |
| Wohnhaus                              | Rheinstraße 1 Lage                 | Anfang des 19. Jahrhunderts | eingeschossiges Fachwerkhaus, Anfang des 19. Jahrhunderts                                                                  | Fotos hochladen                |
| Hofanlage                             | Rheinstraße 3 Lage                 | 18. Jahrhundert             | Hofanlage; eingeschossiges Fachwerkhaus, teilweise massiv, Fachwerkscheune, 18. Jahrhundert                                | Fotos hochladen                |
| Wohnhaus                              | Rheinstraße 6 Lage                 | 18. Jahrhundert             | eingeschossiges Fachwerkhaus mit Kniestock, 18. Jahrhundert                                                                | Fotos hochladen                |
| Wohnhaus                              | Rheinstraße 11 Lage                | um 1800                     | stattliches Fachwerkhaus, um 1800                                                                                          | Fotos hochladen                |